# P&O Cruises Australia
P&O Cruises Australia es una línea de cruceros de propiedad británico-estadounidense con sede operativa como parte de Carnival Australia, con sede en Chatswood, Nueva Gales del Sur, Australia. En junio de 2024, se anunció que P&O Cruises Australia se cerraría y sería absorbida por Carnival Cruise Line a partir de marzo de 2025 para aumentar la capacidad de Carnival.
Originalmente una compañía hermana de P&O Cruises en el Reino Unido, anteriormente fue parte integrante de Peninsular & Oriental Steam Navigation Company y tiene un vínculo histórico directo con los primeros cruceros del mundo. Como tal, es una de las líneas de cruceros más antiguas del mundo y ahora forma parte de Carnival Corporation & plc, administrada localmente por Carnival Australia. Actualmente opera tres barcos, navegando desde varios puertos en Australia y Nueva Zelanda.

## Antigua flota
| Buque             | Año de construcción | Astillero   | Entrada en servicio con P&O Australia | Tonelaje | Bandera                 | Notas | Imagen |
| ----------------- | ------------------- | ----------- | ------------------------------------- | -------- | ----------------------- | --- | ------ |
| Pacific Explorer  | 1997                | Fincantieri | 2017                                  | 77.499   | Bandera del Reino Unido | - Buque insignia. - Anteriormente llamado Dawn Princess. - Transferido a P&O Cruises Australia en octubre de 2017. - Fue transferido a Star Cruises en marzo de 2025.                   |        |
| Pacific Adventure | 2001                | Fincantieri | 2022                                  | 108.865  | Bandera del Reino Unido | * Anteriormente navegó como Golden Princess para Princess Cruises. - Transferido a P&O Cruises Australia en octubre de 2020. - Fue transferido a Carnival Cruise Line en marzo de 2025. |        |
| Pacific Encounter | 2002                | Fincantieri | 2022                                  | 108.977  | Bandera de Bermudas     | * Anteriormente navegó como Star Princess para Princess Cruises. - Transferido a P&O Cruises Australia en octubre de 2020. - Fue transferido a Carnival Cruise Line en marzo de 2025.   |        |